# يو إف سي 266
	يو إف سي 266: فولكانوفسكي ضد أورتيغا (بالإنجليزية: UFC 266: Volkanovski vs. Ortega)‏ هو حدث لفنون القتال المختلطة نظمته يو إف سي، أُقيم في 25 سبتمبر 2021، على تي موبايل أرينا في بارادايس، نيفادا، الولايات المتحدة.